# Aguessac
Aguessac település Franciaországban, Aveyron megyében. Lakosainak száma 924 fő (2022. január 1.). Aguessac Compeyre, Millau, Paulhe és Verrières községekkel határos.

## Népesség
A település népessége az elmúlt években az alábbi módon változott:
| Lakosok száma | 709  | 615  | 811  | 832  | 858  | 864  | 867  | 869  | 887  | 924  |
|               | 1968 | 1982 | 1990 | 2006 | 2013 | 2015 | 2017 | 2019 | 2020 | 2022 |